# Allocosa faberrima
Allocosa faberrima är en spindelart som först beskrevs av Simon 1910.  Allocosa faberrima ingår i släktet Allocosa och familjen vargspindlar.
Artens utbredningsområde är Namibia. Inga underarter finns listade i Catalogue of Life.